# Santa Teresa (Espírito Santo)
Santa Teresa is een gemeente in de Braziliaanse deelstaat Espírito Santo. De gemeente telt 20.742 inwoners (schatting 2009).
De gemeente grenst aan Santa Maria de Jetibá, Santa Leopoldina, São Roque do Canaã, Fundão, Ibiraçu, João Neiva, Itarana en Itaguaçu.